# Batrachuperus karlschmidti
Batrachuperus karlschmidti là một loài kỳ giông thuộc họ Hynobiidae.
Đây là loài đặc hữu của Trung Quốc.
Môi trường sống tự nhiên của chúng là sông ngòi.
Chúng hiện đang bị đe dọa vì mất môi trường sống.